# 1998년 동계 올림픽 독일 선수단
1998년 동계 올림픽 독일 선수단은 1998년 2월 7일부터 2월 22일까지 일본 나가노에서 열린 1998년 동계 올림픽에 참가한 올림픽 독일 선수단이다.

## 메달 집계
| 종목 | 1 | 2 | 3 | 합계 |
| 종목 | ' | ' | ' | '    |
| 종목 | ' | ' | ' | '    |
| 종목 | ' | ' | ' | '    |
| 합계 | ' | ' | ' | '    |

## 종목별 성적

### 루지
남자
- 옌스 뮐러
- 게오르크 하클

여자
- 바르바라 니데른후버
- 질케 크라우스하르

### 바이애슬론
남자
- 리코 그로스
- 프랑크 루크
- 페터 젠델
- 스벤 피셔

여자
- 우시 디지
- 마르티나 첼러